# Klippan (gemeente)
Klippan is een Zweedse gemeente in Skåne. De gemeente behoort tot de provincie Skåne län. Ze heeft een totale oppervlakte van 381,4 km² en telde 15.998 inwoners in 2004.

## Plaatsen
- Klippan (plaats) (ca. 7400 inwoners)
- Ljungbyhed (ca. 2000 inwoners)
- Östra Ljungby
- Stidsvig
- Klippans bruk
- Krika
- Riseberga
- Allarp (Klippan)
- Skäralid
- Källna
- Tornsborg
- Färingtofta
- Bonnarp
- Gråmanstorp
- Forsby (Klippan)